# Panchlora tolteca
Panchlora tolteca es una especie de cucaracha del género Panchlora, familia Blaberidae. Fue descrita científicamente por Saussure en 1873.

## Distribución
Habita en México.